# Bundesverband der Patientenfürsprecher in Krankenhäusern
Der Bundesverband der Patientenfürsprecher in Krankenhäusern e.V. (BPiK) ist die Interessenvertretung der Patientenfürsprecher in deutschen Krankenhäusern. Zweck des Vereins ist die Förderung des öffentlichen Gesundheitswesens durch den Austausch zwischen den Patientenfürsprechern, damit diese sich besser für die Patienten bzw. Patientenrechte einsetzen können. Hauptzweck des Vereins ist die Unterstützung der Patientenfürsprecher in ihrer Arbeit zum Wohle des Patienten.

## Geschichte
Der BPiK wurde im Rahmen des „Berliner Tags der Patientenfürsprecher“ am 15. März 2015  in Berlin gegründet. Schwerpunkte des Verbandes sind seitdem die Patientenzufriedenheit an deutschen Krankenhäusern und die Verbesserung  der Behandlungsqualität. Ein weiteres Anliegen des Interessenverbands ist es, dass sich die Patientenfürsprecher gegenseitig Rat und Unterstützung geben und die Verbindung zwischen den Mitgliedern des Vereins gestärkt wird.

## Tag des Patienten
Der Bundesverband Patientenfürsprecher in Krankenhäusern e.V. (BPiK) ruft jährlich am 26. Januar Kliniken und Krankenhäuser in Deutschland zur Teilnahme am Tag des Patienten auf.  Ziel ist es, den Rechten von Patienten in Krankenhäusern mehr Aufmerksamkeit zu verschaffen sowie die Arbeit der Patientenfürsprecher in Kliniken und Krankenhäuser vorzustellen.

## Kooperationspartner
Der BPiK e.V. kooperiert mit dem „Bundesverband Beschwerdemanagement für Gesundheitseinrichtungen“ (BBfG). Zudem ist der BPiK kooptiertes Mitglied der  Deutschen Gesellschaft für Krankenhaushygiene.  Unterstützung erhält der Verband von Staatssekretär Karl-Josef Laumann, Patientenbeauftragter und Pflegebevollmächtigter der Bundesregierung.